# Edward Gross
Edward Gross   (19 de setembre de 1916 - Seattle, 29 de juny de 1985) va ser un gimnasta artístic estatunidenc que va competir durant la dècada de 1930.
El 1932 va prendre part en els Jocs Olímpics de Los Angeles, on guanyà la medalla de plata en la prova de tumbling del programa de gimnàstica.